# Carlos Bulla
Carlos Alberto Bulla (Olivera, 6 ottobre 1943) è un ex calciatore argentino, di ruolo attaccante.

## Palmarès

### Competizioni nazionali
- Campionato colombiano: 1

Atlético Nacional: 1976

### Competizioni internazionali
- Coppa Libertadores: 1

Independiente: 1972

### Individuale
- Capocannoniere della Primera División: 1

1969 Nacional (14 gol)